# Bala Town FC
Bala Town FC este un club de fotbal din Gwynedd, Țara Galilor.